# جامع مطار الملك خالد
جامع مطار الملك خالد؛ هو مسجد الجمعة يقع داخل مطار الملك خالد الدولي في الرياض، السعودية. تم بناء المسجد عام 1983، ويغطي مساحة قدرها 5600 متر مربع في مخطط سداسي، وقد صممته شركة الهندسة المعمارية HOK ومقرها الولايات المتحدة. وهو يشتمل على عناصر من العمارة الإسلامية التقليدية ويخدم في المقام الأول المسافرين المسلمين القادمين أو المغادرين عبر الرياض.

## أنظر أيضاً
- الإسلام في السعودية
- قائمة المساجد في السعودية